# Equilibri de Boudouard
L'equilibri de Boudouard o reacció Boudouard és una reacció de desproporció entre diòxid de carboni i monòxid de carboni i carboni (grafit):
Aquesta reacció té lloc en alts forns, on el monòxid de carboni s'utilitza en presència d'un reductor. La reacció rep aquest nom en honor d'Octave Leopold Boudouard, que va estudiar aquest equilibri el 1905.
S'utilitza l'equilibri per produir flocs, filaments i cristallets de grafit laminar i nanotubs. En la producció de grafit, els catalitzadors emprats són molibdè, magnesi, níquel, ferro i cobalt, mentre que per la producció de nanotubs són molibdè, níquel, cobalt, ferro i Ni-MgO.
És un equilibri heterogeni perquè hi ha dues fases: la fase sòlida (el carboni) i la fase gasosa (la barreja de monòxid de carboni i diòxid de carboni). Els components químics independents, són dos: carboni i oxigen; els factors físics que afecten l'equilibri també són dos: la temperatura i la pressió (la pressió que interessa des del punt de vista de l'equilibri és la suma de les pressions parcials del CO i el CO₂), i com hem dit abans, ambdues fases són presents simultàniament.
Fent ús de la regla de les fases (V = n+f - φ = 2+2-2 = 2) s'obté que el grau de variació de la reacció és de dos. Això significa que a una certa temperatura i pressió li correspon un valor ben definit de la composició de la fase gasosa d'equilibri.